# 천문학사

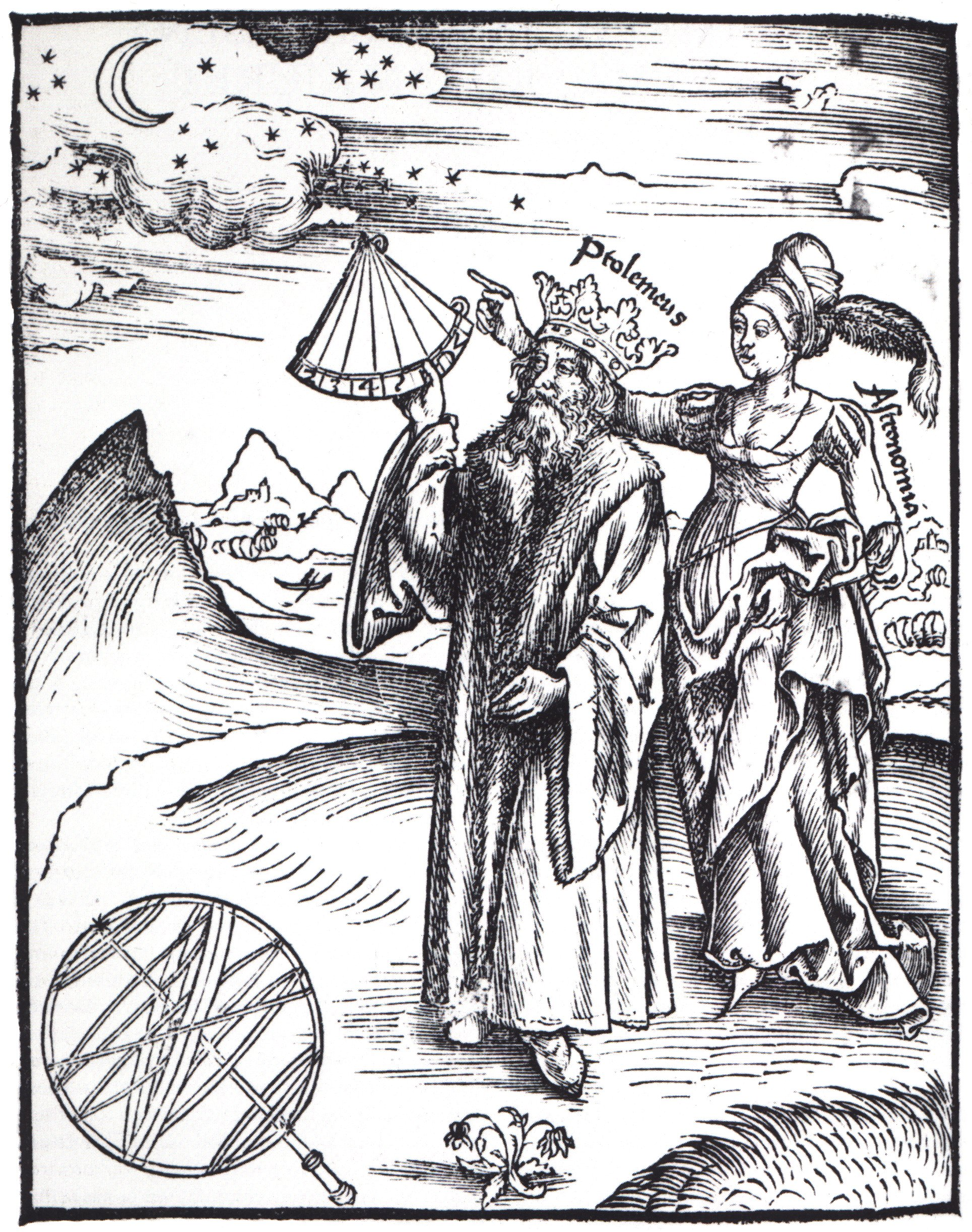

천문학사(天文學史)는 자연 과학으로서 가장 오랜 역사를 갖고 있으며, 상고 시대부터 인류 문명과 함께 발달해 왔다. 천문학의 기원은 선사 시대의 종교적 신화적, 점성술적인 행사에 기원한다. 그 흔적은 민간과 관영의 천문학에 뒤섞여 수백 년 전에야 분리된 서양의 점성술에도 남아 있다. 초기의 천문학에서는 관측할 수 있는 태양, 달, 별, 행성과 같은 천체의 규칙적인 이동 양식을 관찰하였다. 태양이 뜨거나 지는 곳이 지평선상에서 위치를 바꾼다든지 계절마다 보이는 별들이 달라짐을 관찰하여 농사나 종교적 의식을 위한 시기를 정하였다. 문화에 따라서는 이러한 자료가 예언에 사용되기도 하였다.오
천문학의 역사는 연대의 추이에 따라 내용이 풍부해지고 그 수준이 높아졌을 뿐만이 아니라 연구 방법이나 목표 또한 발전하였다.

## 고대
이집트·바빌로니아·인도·중국 등의 고대 왕국이 번창했던 오리엔트 시대(기원전 약 50세기 ~ 7세기)에는, 달력 만들기나 별자리(星座) 그리는 기술이 주로 농사와 제사에서의 필요성으로 일어났으나, 천체 현상을 신(神)들의 계시로서 해석하는 신화적·주술적(呪術的) 성격이 짙었다.
고대 그리스 시대(기원전 6세기 ~ 4세기)의 철학자들은 우주를 이성적·논리적으로 고찰하고, 지구를 중심으로 태양·달·5행성(수성·금성·화성·목성·토성)이 그 주위를 공전한다고 하는 지구중심설(地球中心說)을 구상했다. 그리고 이들 천체의 시운동(視運動)에서 볼 수 있는 지속(遲速)·역행(逆行) 등의 복잡한 현상을 설명하기 위하여 여러 가지 교묘한 기하학적 기구를 고안해 냈다. 천구상에서의 천체 상호의 위치 관계를 연구하는 구면 천문학(球面天文學)이 이 시대부터 형성(形成)되기 시작하였다.

## 중세
중세 시대(5세기 ~ 15세기 중엽)의 유럽에서는 봉건제하(封建制下)의 암흑시대였음에 대해, 그리스 천문학은 아라비아의 이슬람 문화로 계승되었다. 이슬람 문화에는 지점(地點)이나 방위(方位)를 결정하는 실제 천문학에 대한 요구와 국가 운명을 점치는 점성술(占星術)에 대한 흥미가 뒤섞여 있었다.

## 근대
해양의 개발에 따라 개원된 과학 혁명 시대 (15세기 중엽 ~ 17세기 중엽)에는 원양 항해의 안전을 보증하기 위하여 항해력(航海曆, 천체 위치 추산표)의 개정이 급선무가 되었다. 종래 교황청의 교의의 하나로서 그 권위를 인정해 왔던 지구 중심설은 항해력 제작을 위해서는 반드시 정당한 기초 이론이라고는 할 수 없다는 것을 알게 되었다. 그래서 코페르니쿠스는 태양중심설을 채택하여 우주 체계를 전개했다. 이 설에서는, 모형적으로는 중심 천체로서 지구 대신 태양을 바꿔 놓은 것뿐이지만, 행성의 시운동을 간단명료하게 설명할 수가 있었다. 그러나 공전 궤도의 모양을 종래와 같이 원형으로 보았기 때문에 항해력의 개량은 예기되었던 정도는 아니었다.
한편, 갈릴레오 갈릴레이는 1609년의 망원경의 발명에 의해 태양 중심설에 관측적인 근거를 만들어 주고, 또한 1638년에는 지상 물체의 실험에 의해서 천체 역학의 기초를 구축하였다. 하지만 갈릴레이는 종래의 행성 궤도가 원이라는 생각을 버리지 못했으며, 케플러를 인정하지 못한 한계 역시 가지고 있었다.
케플러는 신성 로마 제국의 제국 수학자 티코 브라헤에게서 이어받은 화성의 관측 자료를 정리하여 행성 공전의 법칙을 발견했다. 또한 이를 바탕으로 정도가 높은 행성 운행표를 만들어, 항해자의 요망에 부응할 수가 있었다. 이와 같은 성과는 단순한 기하학적 고찰에 그치는 것이 아니라, 물체의 운동을 추적하는 운동학적 연구에 의하여 얻어졌던 것이다. 이로써 케플러는 천체물리학을 제창해 냈다.
갈릴레이가 기초를 구축한 천체 역학은 1665년 뉴턴의 만유인력의 법칙의 발견에서 시작되어 생산의 시대(17세기 중엽 ~ 18세기 후반)의 수학자들에 의해서 발전되었다. 모든 현상의 원인을 힘의 작용으로 보는 기계론적 자연관의 전성기에 지상에서는 기계의 발명의 잇따르던 때여서 천체의 운동 또한 역사적 이론에 의해서 해명되고, 1799년 라플라스가 이것을 집대성했다.

## 근대 이후
천체 망원경에 의한 실제 관측과 천체 역학에 의한 이론 계산은 근대 천문학의 무기가 되었고, 이들을 이용해서 새로운 여러 천체의 발견과 예측이 계속되었다. 그 결과, 1930년까지 태양계의 범위는 예부터 있던 토성에서 명왕성으로 약 5배가 확장되었고, 태양계의 내용은 태양·행성·위성 이외에 혜성·소행성·유성체 등 다양하게 되었다.
관측과 계산이 정밀해짐에 따라 지구의 운동도 점차 밝혀지게 되었다. 기원전 2세기경에 발견된 세차(歲差)운동 외에 1745년에 장동(章動), 1891년에 위도 변화를 발견하였는데, 이들은 지구 자전에 따른 이론적 결론과 합치하였다. 또, 1676년에는 목성의 위성식 현상(衛星飾現象), 1745년에는 광행차(光行差), 1839년에는 연주 시차(年周視差)가 발견되어 지구 공전의 결정적 증거가 되었다. 그 결과 코페르니쿠스 이래 종교적 교의와 과학적 진리와의 대립의 형태로 계속되었던 지구중심설 대 태양중심설의 시비는 후자의 승리로 돌아갔다.

### 산업 혁명
천체 역학의 성과를 토대로 생산의 시대에 전성기를 누렸던 기계론적 자연관은 차차 자취를 감추고, 이에 대신하여 에너지론적 자연관이 주류를 이루기 시작했다. 이와 같은 동향은 기계의 원동력을 탐구해 가는 동안에 제1차 산업 혁명기 (18세기 후반 ~ 19세기 중엽)에 주로 열역학·광학의 법칙이 발견되고, 제2차 산업 혁명 (19세기 중엽 ~ 19세기 말엽)에 주로 전자기의 법칙이 발견된 결과이다. 열·빛·전기·자기에 관한 여러 가지 현상은 힘에 관한 현상을 포함하여 서로 밀접한 관련이 있으며, 이들 모든 자연 현상은 에너지의 드나듬에 의해서 환산된다고 하는 견해가 지배적인 것이 되었다. 그리고 이와 같은 입장에서 천체 연구에도 물리학의 여러 방법이 응용되었다. 옛날 그리스의 히파르쿠스(Hipparchus)에 의해 시도되었던 항성(恒星)의 등급 결정은 천체광의 정량적 연구였고, 이에 대하여 1666년 뉴턴에 의하여 창시된 일광의 스펙트럼 분석은 천체광의 정성적 연구였다. 19세기에 들어서 1830년에 광도계, 1814년에 분광계가 천체 관측에 채택되자 이러한 천체 물리학의 분야가 발전했다.

### 천체 물리학과 통계 천문학
20세기에 들어와서 1900년에 등장한 양자론(量子論)에 의해 천체 물리학의 이론적 기초가 확립되었다. 1938년의 연주 시차의 검증은 태양중심설의 결정타가 됨과 동시에 항성의 거리 측정의 길을 열어 주었다. 이에 의하여 천문학의 대상 영역은 태양계를 넘어서서 은하계로 전개되었다. 항성의 위치·거리·운동·반지름 등의 기하학량(幾何學量)과 항성의 등급·광도·색깔·스펙트럼·표면 온도·질량 등의 물리량들은 직접 관측할 수 있는 자료를 기초로 순차적으로 도출(導出) 산정(算定)되는 것인데, 많은 수의 항성 자료의 통계적 처리 결과 몇 쌍의 특정의 두 양(量)을 직결하는 경험법칙이 발견되었다. 예를 들면 항성의 스펙트럼형(型)과 광도(헤르츠스프룽 러셀도, Hert－Russell圖, 혹은 간단히 H－R圖, 1913), 연성(連星)의 질량과 광도(1924), 맥동성(脈動星)의 변광 주기와 광도(1908) 등의 사이에 성립되는 관계이다.
이와 같은 모든 관계는 한편에서는 그 성립 이유가 이론적으로 해명된다는 것과 다른 한편에서는 이 경험법칙을 살려서 미지량(未知量)의 추정에 적용할 수 있다는 2가지 점에서 중요한 의미를 가진다. 이러한 통계적 연구 방법이 총정리되어서 통계 천문학이 성립되었다.
통계 천문학의 원조는 윌리엄 허셜이다. 그는 1784년 항성의 광도의 천구면 분포를 통계로 나타내어 은하계의 형상을 추정하였고, 1783년에는 근거리 항성의 고유 운동을 통계로 나타내어 태양의 공간 운동을 확인했다. 1918년 미국에 대형 망원경이 설치되어 관측 가능 범위가 증대되고, 외은하계(外銀河系)의 자료가 집적되어 은하의 모습을 상상할 수 있게 되었다. 이들을 관측하는 데에 필요한 것은 대형 망원경 외에 1850년경 이후 개발된 천체 사진술이었고, 우주 구조론에 도움이 되는 기초 이론은 1915년에 발표된 상대성 이론이었다.

### 전파 천문학
제2차 세계 대전 후 급격한 발전을 본 분야에 전파 천문학이 있다. 전파 천체는 전쟁 전인 1931년에 이미 발견되었던 것이지만, 전후 전파 망원경의 진보에 의하여 발견 수가 현저히 증가되고 광학 망원경과는 다른 다채로운 우주상(像)을 보여주었다. 1939년에는 항성의 광열원(光熱源)을 공급하는 것이 항성 내부의 열핵 반응 (熱核反應)이라는 것이 확인되었고, 그 결과 항성의 화학 조성 (化學組成)은 차차 변질되는 것으로 추정되었다. 또, 1929년에는 외은하계가 거리에 비례한 속도로 후퇴하고 있다는 사실이 관측되고, 이러한 사실은 우주의 팽창을 뒷받침하여, 원시에는 대우주 전체가 한점에서 출발했으리라고 해석하게 되었다. 오늘날의 천문학에서는 항성도 우주도 함께 진화하는 과정에 있다는 우주 진화론이 연구되고 있다.

## 연표
천문학에 큰 의미가 있는 일들을 연대별로 정리하면 다음과 같다.
| 연대                            | 사건 |  |
| ------------------------------- | --- |  |
| 기원전 3000년                   | 고대 이집트에서 별의 관측을 토대로 한 달력이 발명되다. |  |
| 기원전 3000 ~ 기원전 2000년     | 인도, 바빌로니아, 중국에서 천문학에 관한 관심이 싹트다. |  |
| 기원전 2500년경 ~ 기원전 50년경 | 고대 한반도에서 고인돌, 선돌등에 별자리를 새기다. |  |
| 기원전 763년                    | 6월 15일 바빌로니아에서 일식이 처음으로 관측되다. |  |
| 기원전 585년                    | 탈레스, 일식을 예견하다. |  |
| 기원전 265년                    | 아리스타코스, 지동설을 제기하다. |  |
| 기원전 244년                    | 에라토스테네스, 하지날 이집트에서 지구 둘레를 재다. |  |
| 기원전 150년                    | 히파르코스, 천체도를 만들다. |  |
| 기원전 45년                     | 율리우스력이 제정되다. |  |
| 기원후 150년                    | 프톨레마이오스, 천동설을 주장하다. |  |
| 약 700년                        | 신라의 수도 서라벌(경주)에 현존하는 세계 최초의 천체 관측소인 첨성대가 건립되다.                                                                            |  |
| 892년                           | 바그다드에 천체 관측소가 건립되다. |  |
| 1000년                          | 카이로에 천체 관측소가 건립되다. |  |
| 1395년                          | 조선 태조, 석각 천상열차분야지도를 완성하다. |  |
| 1464년                          | 쿠자누스, 천동설을 의심하다. |  |
| 1473년                          | 니콜라우스 코페르니쿠스가 출생하다. |  |
| 1543년                          | 코페르니쿠스의 De revolutionibus orbium coestium (천체궤도의 진화에 관하여)가 출판되다.                                                                     |  |
| 1546년                          | 티코 브라헤 출생. |  |
| 1564년                          | 갈릴레오 갈릴레이가 출생하다. |  |
| 1571년                          | 요하네스 케플러가 출생하다. |  |
| 1582년                          | 기존 사용되던 율리우스력이 그레고리력으로 개정되다. |  |
| 1600년                          | 브루노, 우주가 무한함을 주장하다가 종교재판을 당해 처형당하다                                                                                               |  |
| 1609년                          | 갈릴레오의 낙하법칙, 케플러의 법칙 발표됨. |  |
| 1643년                          | 아이작 뉴턴이 출생하다. |  |
| 1687년                          | 뉴턴, <자연철학의 수학적 원리>를 출간하다. |  |
| 1744년                          | 오일러 법칙 |  |
| 1781년                          | 허셜이 천왕성을 발견하다. |  |
| 1799년                          | 라플라스 법칙 |  |
| 1809년                          | 가우스, 행성의 궤도를 측정하다. |  |
| 1854년                          | 앙리 푸앵카레가 출생하다. |  |
| 1864년                          | 휴긴스에 의해 성운의 흔적이 발견되다 |  |
| 1873년                          | 알베르트 아인슈타인이 출생하다. |  |
| 1879년                          | 마이컬슨, 몰리와 함께 광속도를 측정하다. |  |
| 1889년                          | 푸앵카레, 천체역학에서의 삼체 문제에 대한 논문으로 스웨덴 국왕이 수여하는 그랑프리를 수상하다. 에드윈 허블(사진)이 출생하다.                                |  |
| 1905년                          | 아인슈타인, 특수상대성이론을 발표하다. |  |
| 1915년                          | 아인슈타인, 일반상대성이론을 발표하다. |  |
| 1917년                          | 러시아, 그레고리력을 채택하다. |  |
| 1923년                          | 허블, 외부 은하계를 발견하다. |  |
| 1926년                          | 고더드에 의해 최초로 3미터의 길이의 로켓 제작 |  |
| 1948년                          | 방사능 천문학이 시작되다. |  |
| 1957년                          | 10월 4일, 소련의 스푸트니크 1호 발사. 11월 3일 지구의 생물체로서 최초로 라이카라는 암컷개가 지구의 대기권을 벗어나다.                                       |  |
| 1958년                          | 미국에서 NASA가 창립되다. |  |
| 1961년                          | 7월 12일 가가린, 최초로 지구의 자전 궤도를 비행하다. NASA에서 아폴로 계획 구상. (나사 아폴로 프로그램)                                                      |  |
| 1969년                          | 7월 21일 아폴로 11호 달에 착륙: 미국의 암스트롱이 첫 번째 사람으로서 달에 발을 딛다.                                                                        |  |
| 1972년                          | 3월 3일 NASA에서 외계인에게 보내는 메시지가 담긴 파이어니어 10호 발사.                                                                                      |  |
| 1977년                          | NASA에서 보이저 1호와 2호 우주 탐험선 발사. |  |
| 1981년                          | 4월 12일 NASA에서 컬럼비아 우주왕복선 발사. |  |
| 1986년                          | 소련의 우주 정거장 미르 건설. |  |
| 1989년                          | 10월 18일 NASA에서 갈릴레오 호 발사. |  |
| 1990년                          | NASA에서 허블 우주망원경을 지구의 자전 궤도에 올려 보내다.                                                                                                  |  |
| 2003년                          | 10월 15일 중국에서 유인 인공위성 발사 성공하다. |  |
| 2004년                          | 1월 3일 NASA에서 발사한 화성 탐사 우주선, 쌍둥이 로버 스피릿과 오퍼튜니티(사진)가 화성에 착륙하다.                                                          |  |
| 2005년                          | 1월 14일 카시니-하위헌스 호 토성의 위성 타이탄(사진)에 도달하다. 카시니에서 착륙선 하위헌스 탐사선을 발사하여 타이탄에 무사히 착륙하다. 미행성 세드나 발견. |  |
| 2006년                          | 명왕성. 태양계 내 행성 지위를 박탈당함. |  |
| 2011년                          | JWST, HST을 대신할 예정. |  |
| 2015년                          | LIGO, 중력파를 발견함. |  |

## 같이 보기
- 우주의 나이
- 인류 원리
- 우주팽창
- 점성술의 역사
- 망원경의 역사
- 천문학자 목록
- 천문학 후원